# Mustapha Allal
Mustapha Allal  (à l’état civil Mostefa), né le 23 février 1925 à Sidi-Bel-Abbès (Algérie) et mort  dans cette même ville le 28 décembre 2011, est un pharmacien et biologiste algérien. Militant nationaliste et personnalité politique locale, il fut maire de Sidi-Bel-Abbès et président de l’assemblée populaire de la wilaya (APW) de Sidi-Bel-Abbès. Il a également été président du Comité de Wilaya du Croissant Rouge Algérien.

## Biographie
Né en 1925 à Sidi-Bel-Abbès, il effectue des études primaires à l’école Voltaire (actuellement école Ibn-Rochd) et des études secondaires, dans l’établissement qui portait alors le nom de collège colonial puis de lycée Laperrine (actuellement Azza Abdelkader), jusqu’au Baccalauréat, dans cette même ville.
Il entreprend ensuite des études de pharmacie, d’abord à l’université d’Alger (1945-1946), puis à l’université de Paris. Il est ensuite interne des hôpitaux de Paris. Ses études sont sanctionnées en 1950 par des diplômes de pharmacien et de pharmacien spécialiste, auxquels s’ajoute en 1951 un certificat d’études complémentaires en optique et acoustique médicales. Il rentre après cela en Algérie en 1952 et en raison du numérus clausus, puis de son emprisonnement pour ses activités nationalistes, il ne peut s’installer en tant que pharmacien d’officine durant une longue période. Il exerce durant la période 1959-1962 une activité de professeur en sciences physiques dans les lycées de Ben-Aknoun (Alger) et Sidi-Bel-Abbès.
En 1961, il gère la pharmacie de l’hôpital civil de Sidi-Bel-Abbès. La même année, il acquiert une pharmacie dans cette même ville. Cette dernière ayant été détruite en 1962 après plusieurs attentats de l’OAS (Organisation Armée Secrète), il est amené à cesser cette activité jusqu’à l’indépendance.
Après l’indépendance, en 1962, il reprend ses activités professionnelles dans son officine. Au cours des premières années de l’indépendance, il est également responsable de la pharmacie et du laboratoire de l’hôpital civil où il contribue en particulier à la formation du personnel du laboratoire de l’hôpital.
Parallèlement à cela, à partir de 1963, il est responsable de la pharmacie de l’hôpital militaire de Sidi-Bel-Abbès et du dépôt de la Pharmacie Centrale Militaire.
Il exerce dans son officine jusqu’à sa retraite en 2008.
Parallèlement à ses activités professionnelles, il exerce des activités politiques. Il a été en particulier membre du conseil municipal, puis maire de Sidi-Bel-Abbès. Il a également été membre de l’assemblée populaire de wilaya (APW) de la Wilaya d’Oran, puis par la suite président de l’APW de Sidi-Bel-Abbès. Il a été par ailleurs président du comité de wilaya de Sidi-Bel-Abbès du Croissant Rouge Algérien durant de nombreuses années.

## Activités de militant nationaliste et politiques, Croissant Rouge Algérien

### Avant l’indépendance
Ses premiers pas dans le militantisme nationaliste le conduisent à participer à la création, en 1940, avec des camarades, d’une section de scouts musulmans à Sidi-Bel-Abbès[réf. souhaitée].
Au cours de ses études à Paris, il a été secrétaire général de l’AEMAN : Association des Étudiants Musulmans d’Afrique du Nord à Paris (1951-1952). Durant cette même période, il a également participé, en 1948, à la création du Mouloudia Club de Paris de Football dont il fut le capitaine.
Il a été militant PPA (Parti du Peuple Algérien) puis du MTLD (Mouvement pour le Triomphe des Libertés Démocratiques).
Durant la guerre de libération nationale, il rejoint le Front de libération nationale (FLN) en 1955 (Wilaya V, Zone 5, R 3 et 5), aux côtés, entre autres, de Tayebi-Larbi et de El-Mahi. Durant la période 1955-1957, il est responsable d’un réseau de soutien, puis responsable d’un réseau de renseignement. Il est arrêté par les forces coloniales en 1958 et séjourne dans les prisons d’Oran et  Blida puis au camp de Lodi près de Médéa,. Il est libéré en 1959 et interdit de séjour dans le Département d’Oran. Il réussit à retourner à Sidi-Bel-Abbès en 1960 en s’y faisant muter par l’éducation nationale. Il y poursuit alors ses activités. Durant la période 1960-1962, il participe également à la lutte anti-OAS.
En 1962, il est personnellement visé par l’OAS et sa pharmacie est ciblée à de nombreuses reprises (quatre plasticages et une bombe incendiaire, suivis de pillage) par des attentats et complètement détruite. Menacé de mort, il se réfugie dans le quartier d’El-Graba (également appelé village nègre du temps de la colonisation), alors encerclé. Il organise, au milieu d’une situation très dangereuse créée par le terrorisme de l’OAS, de jour et de nuit, les secours médicaux y compris un hôpital de fortune, appelé hôpital Abderrezak, pour la population.

### Après l’indépendance
Juste après l’indépendance, il siège au conseil municipal de Sidi-Bel-Abbès. À partir de 1965, il est président de la délégation spéciale communale (Maire) de Sidi-Bel-Abbès. Il s’illustre particulièrement lors des inondations catastrophiques qui ont frappé la ville en 1966. Il est ensuite élu membre de l’assemblée populaire de wilaya (APW) d’Oran où il a participé à de nombreuses commissions.
A la création de la Wilaya de Sidi-Bel-Abbès, il a été le premier Président de l’APW de Sidi-Bel-Abbès. Il contribue à ce titre à la création des usines de la SONELEC (qui deviendra par la suite ENIE), de la SONACOME (qui deviendra par la suite PMA), de l’ONAMA, de la SNLB de Telagh ainsi qu’à celle des villages agricoles socialistes d’Aurès-El-Meida (à présent dans la Wilaya d’Ain-Temouchent), de Tilmouni et Boubernas et à l’ouverture, en 1978, du Centre Universitaire, aujourd’hui Université Djilali-Liabès, ….
Parallèlement à ces activités, il a été, durant la période 1965-2006 Président du Comité de Wilaya du Croissant Rouge Algérien (CRA). Il a organisé à ce titre de nombreuses actions du CRA, en particulier la formation de secouristes, Maidet El-Hilal, etc. Il a également participé de manière active à l’organisation des secours après le tremblement de terre d’El-Asnam en 1980.

## Mandats  électifs
1963-1965 : Conseiller municipal – Sidi-Bel-Abbès.
1965-1967 : Président de la délégation spéciale communale (Maire) de Sidi-Bel-Abbès.
1967-1972 : Conseiller municipal – Sidi-Bel-Abbès
1969-1974 : Membre  de l’Assemblée populaire de wilaya (APW) d’Oran.
1974-1979 : Président de l’Assemblée populaire de wilaya (APW) de Sidi-Bel-Abbès.